# Ostrovica (okręg raski)
Ostrovica (cyr. Островица) – wieś w Serbii, w okręgu raskim, w gminie Tutin. W 2011 roku liczyła 36 mieszkańców.